# Física digital
Em física e cosmologia, a física digital (também denominada ontologia digital ou filosofia digital) é uma coleção de perspetivas teóricas baseadas na premisa de que o universo é fundamentalmente descritível por informação. Portanto, segundo esta teoria, o universo pode ser concebido tanto como a saída de um programa computacional deterministíco ou probabilistíco, isto é um vasto dispositivo de computação digital, ou matematicamente isomórfico a tal dispositivo.

## História
A cada computador deve ser compatível com os princípios da teoria da informação, a termodinâmica estatística e a mecânica quântica. Uma ligação fundamental entre estes campos foi proposto por Edwin Jaynes em dois artigos semináres em 1957. Ademais, Jaynes elaborou uma interpretação da teoria da probabilidade como lógica aristotélica generalizada, uma visão muito conveniente para ligar a física fundamental com os computadores digitais, dado que estes estão desenhados para implementar as operações de lógica clássica e, equivalentemente, de álgebra Booleana.
A hipótese que o universo é um computador digital  foi proposta inicialmente por Konrad Zuse em seu livro Rechnender Raum (traduzido ao português como Calculando o Espaço). O termo física digital foi empregue primeiro por Edward Fredkin, quem mais tarde preferiu o termo filosofia digital. Outros quem têm modelado o universo como um computador gigante foram Stephen Wolfram, Jürgen Schmidhuber, e o Prêmio Nobel Gerard 't Hooft. Estes autores sustentam que a natureza aparentemente probabilista da física quântica não é necessariamente incompatível com a ideia de computabilidade. Versões quânticas das físicas digitais têm sido recentemente propostas por Seth Lloyd e Paola Zizzi.
Ideias relacionadas incluem a teoria binária de alternativos-ur de Carl Friedrich von Weizsäcker , pancomputacionalismo, teoria do universo computacional, o conceito de "It from bit" de John Archibald Wheeler , e a hipótese do universo matemático de Max Tegmark .

### Visão geral
A física digital sugere que existe, ao menos em princípio, um programa para um computador universal que computa a evolução do universo. O computador poderia ser, por exemplo, um autómato celular enorme (Zuse 1967), ou uma máquina de Turing universal, como tem sido sugerido por Schmidhuber (1997), quem assinalou que existe um programa muito curto que pode computar todos os universos computáveis possíveis de uma maneira asimptóticamente óptima .